# Charles-Ambroise Villeroy
Charles-Ambroise Villeroy (* 15. September 1788 in Saint-Avold in Lothringen; † 9. Juli 1843 auf Schloss Fremersdorf) war ein französischer Porzellanfabrikant, Gutsbesitzer und von 1830 bis 1842 Leiter des Unternehmens Villeroy & Boch.

## Leben

### Herkunft und Familie
Charles-Ambroise Villeroy war der Sohn des Industriellen und Firmengründers Nicolas Villeroy (1759–1843)  und dessen Ehefrau Sophie Theresa Böcking (1764–1842), Tochter des Weingutbesitzers Johann Richard Böcking (1726–1773). 
Nach seiner Ausbildung zum Kaufmann trat er in die Französische Armee ein. Er heiratete am 28. Oktober 1813 in Fremersdorf Marie-Elisabeth-Sophie de Renauld (1797–1884), quittierte als Hauptmann seinen Dienst in der Armee und zog in das Schloss Fremersdorf ein. Aus der Ehe kamen die Kinder Jules-Nicolas (1815–1879), Gaspard-Alfred (1818–1896, Nachfolger im Unternehmen), Louis-Léon (1819–1820), Sophie-Léonie-Elisabeth (1821–1885, ⚭ 1840 Nicolas Adolphe de Galhau) und Octavie-Sophie (1823–1899, ⚭ 1842 Eugen Boch (1809–1898)).

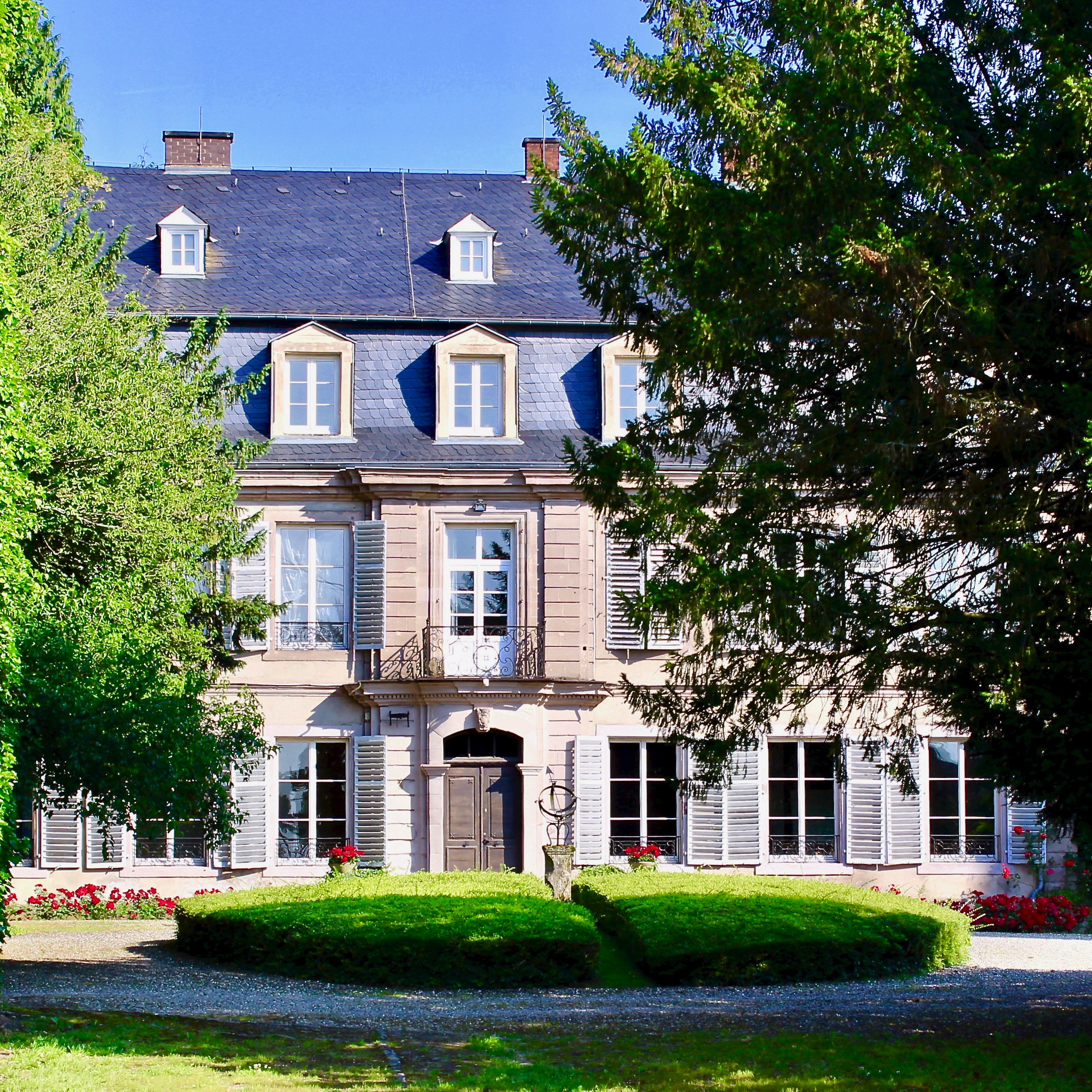
Teilansicht des Hauptgebäudes des Schlosses Femersdorf, Mitte des 19. Jahrhunderts durch Charles-Ambroise Villeroy und seine Gattin Marie-Elisabeth-Sophie de Renauld erweitert

### Wirken
Über ihren Vater Jean Gaspard Michel de Renauld kam Marie-Elisabeth-Sophie in den Besitz des Schlosses Fremersdorf. Dieser ließ das obere Schloss abreißen und 1797 im Barockstil neu errichten. Spätere Erweiterungsarbeiten wurden von Charles-Ambroise und seiner Ehefrau in Auftrag gegeben.  
Von 1816 an übernahm er gemeinsam mit seinem Bruder Louis und seinen beiden Schwestern Sophie und Caroline die Leitung der väterlichen Firma, die als Manufaktur unter dem Namen Nicolas Villeroy firmierte. Als Louis, der technischer Leiter war, 1830 starb, führte Charles-Ambroise den Betrieb weiter. Er war Direktor und kaufmännischer Leiter. Am 14. April 1836 schlossen Villeroy und Jean-François Boch in der Saarmühle in Fremersdorf einen Fusionsvertrag und gründeten die Firma Villeroy & Boch, ein heute international bekanntes Keramikunternehmen.
Die Fusion geschah vor dem Hintergrund, sich vor der Einführung englischer Fayencen zu wehren. 
Die Konkurrenzsituation der Familien Villeroy und Boch wurde mit dieser Fusion und  der Heirat der Octavie-Sophie Villeroy und Eugen Boch beseitigt. 
Villeroy war sehr um die Förderung der Landwirtschaft bemüht und gründete 1824 die „Merino-Gesellschaft“ zum Zweck der Zucht von Merinoschafen und schuf im Jahr darauf den „Privaten-Sociétäts-Contract“ zur besseren Nutzung und Renovierung des Sonnenhofes in Fremersdorf. In den Jahren von 1827 bis 1838 erstellte er für dieses Objekt einen Fruchtwechselplan. 
Er war korrespondierendes Mitglied in der Académie Royale de Metz, der Société d’Agriculture et des Arts de Seine et Oise und der Société Centrale d’Agriculture de Nancy. 
Seine ritterschaftlichen Güter in Fremersdorf fanden 1830 Aufnahme in die Adelsmatrikel der Ritterschaft der Rheinprovinz.
Charles-Ambroise übergab 1842 das Unternehmen seinem Sohn Gaspard-Alfred.